# Klára Kadlecová
Klára Kadlecová (* 4. April 1995 in Prag) ist eine tschechische Eiskunstläuferin, die im Paarlauf startet.
Kadlecová begann 1999 mit dem Eislaufen. Ihr Eiskunstlaufpartner ist seit 2009 Petr Bidař. Das Paar wird von Eva Horklová und Otto Dlabola trainiert. Für die Choreografie ist Gabriela Hrazská verantwortlich.
Nachdem es in den Jahren 2007 bis 2010 keine Paarkonkurrenz bei den tschechischen Meisterschaften gegeben hatte, wurden Kadlecová und Bidař bei der Wiedereinführung 2011 erstmals tschechische Paarlaufmeister. Als diese bestritten sie 2011 ihr Debüt bei Europa- und Weltmeisterschaften, wo sie den siebten bzw. 15. Platz belegten. Kadlecová war die jüngste Teilnehmerin bei der Weltmeisterschaft 2011.

## Ergebnisse

### Paarlauf
(mit Petr Bidař)
| Wettbewerb / Jahr            | 2010 | 2011 |
| ---------------------------- | ---- | ---- |
| Weltmeisterschaften          |      | 15.  |
| Europameisterschaften        |      | 7.   |
| Juniorenweltmeisterschaften  | 14.  | 8.   |
| Tschechische Meisterschaften |      | 1.   |